# 林宪祖
林宪祖（1892年—1980年）字稚芗（亦作稚卿）。山东掖县（今莱州市）东南隅村人。中华民国政治人物。

## 生平
林宪祖出生于一个书香门第，自幼随祖父念私塾。1912年，他入开封一税局担任录事。 1925年，他任山东军务善后事宜督办公署秘书长兼政务厅长。1926年4月，他获张宗昌保荐为山东省代省长。 1928年3月，他任山东省省长。直鲁联军败于国民革命军后，他随张宗昌撤退到滦河，此后奉命到奉天（今沈阳）拜见张学良，请求张学良同意张宗昌部出山海关，但未能成功。
1931年九一八事变后，日军占领中国东北，他携家自大连迁居天津。他劝张宗昌回北京，免得被日本方面利用。1937年七七事变后，张宗昌的原日本顾问约林宪祖赴济南共同组织亲日政权，被林宪祖拒绝。
中华人民共和国成立后，他继续寓居天津，历任天津市政协委员、天津市文史研究馆馆员。
1980年，林宪祖病逝。